# Tratamentos do autismo

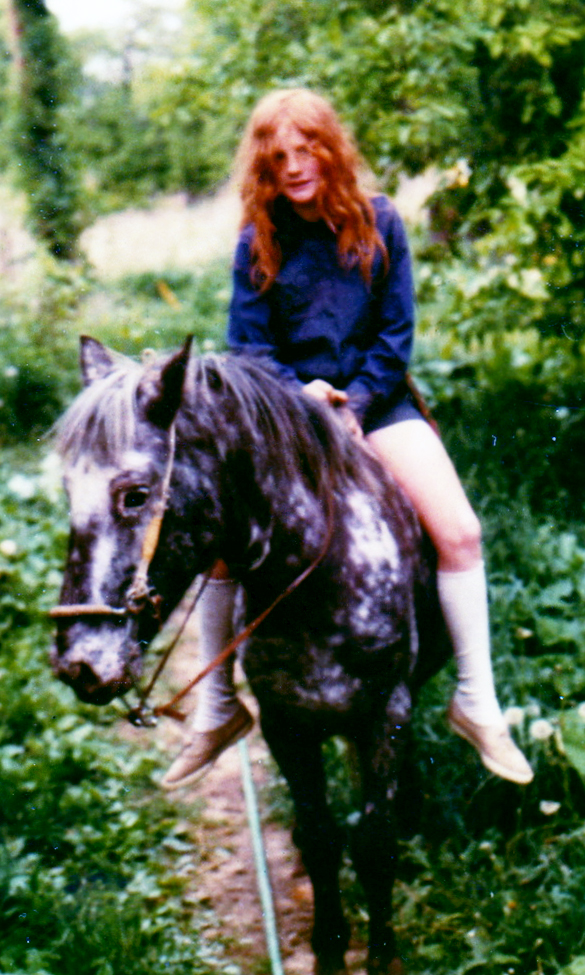
A equoterapia ajuda na percepção do outro e no desenvolvimento de jogo social, mímica, postura corporal e gestos para iniciar e modular a interação com outro ser vivo.

Os tratamentos associados aos transtornos do espectro autista buscam diminuir os déficits e comportamentos inesperados e aumentar a qualidade de vida e independência funcional dos indivíduos autistas, especialmente crianças. São geralmente voltados para as necessidades da criança e se dividem em duas categorias principais: intervenções educativas e de gestão médica. Treinamento e suporte também são dados às famílias das pessoas com TEA.

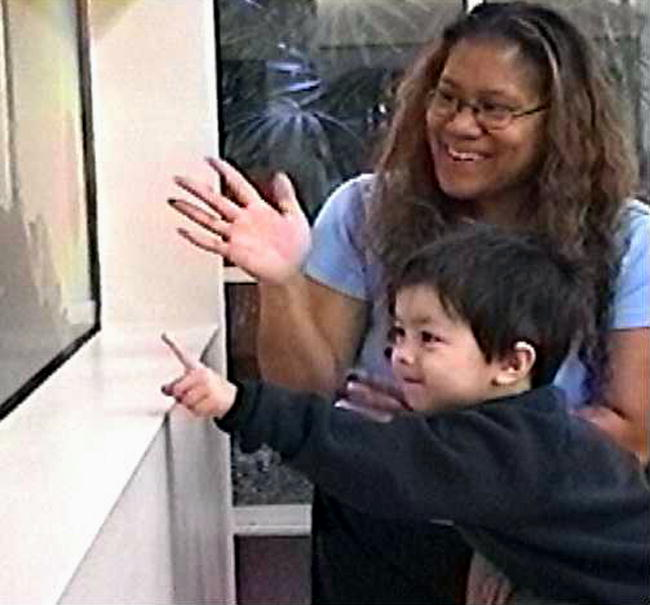
Criança autista aprendendo a reconhecer animais. A terapia com animais é uma forma de levar a criança autista a reconhecer que outros seres vivos tem suas próprias reações e requerem compreensão, atenção e afeto.

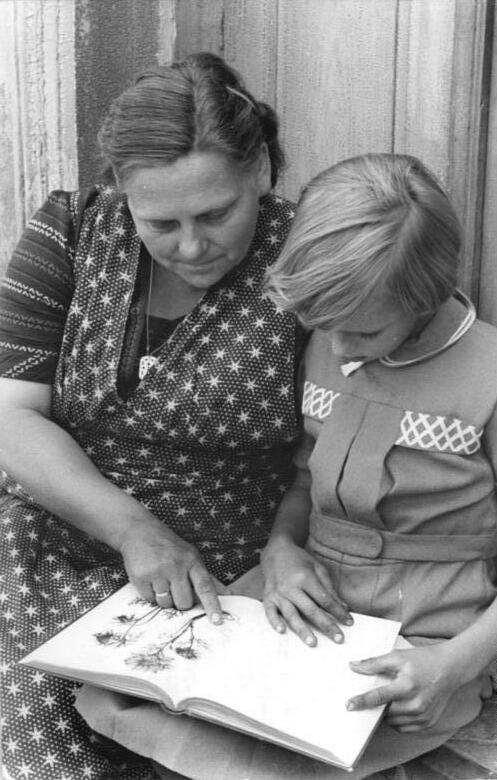
Mães das crianças com autismo apresentam
estresse e depressão significativamente mais elevados, além de intimidade marital menor do que as mães de crianças com desenvolvimento típico.

## Objetivos
O tratamento do autismo vai depender da gravidade do déficit social, de linguagem e comportamental que o indivíduo se encontra. Existem diversas abordagens, algumas muito melhor embasadas cientificamente que outras. Pais insatisfeitos com os resultados
Em crianças pequenas, a prioridade do tratamento normalmente é o desenvolvimento da fala, da interação social/linguagem, educação especial e suporte familiar. Já com adolescentes, o tratamento é voltado para o desenvolvimento de habilidades sociais necessários para uma boa adaptação, desenvolvimento de habilidades profissionais (terapia ocupacional) e terapia para desenvolvimento de uma sexualidade saudável. Com adultos, o foco está no desenvolvimento da autonomia, ensino de regras para uma boa convivência social e manutenção das habilidades aprendidas.
De um modo geral o tratamento tem 4 objetivos:
1. Estimular o desenvolvimento social e comunicativo;
2. Aprimorar o aprendizado e a capacidade de solucionar problemas;
3. Diminuir comportamentos que interferem com o aprendizado e com o acesso às oportunidades de experiências do cotidiano; e
4. Ajudar as famílias a lidarem com o autismo.

O autismo é um transtorno que nunca desaparece completamente, porém com os cuidados adequados o indivíduo se torna cada vez mais adaptado socialmente. Intervenções apropriadas iniciadas precocemente podem fazer com que alguns indivíduos melhorem de tal forma que os traços autísticos ficam imperceptíveis para aqueles que não conheceram a trajetória desenvolvimental desses indivíduos. O diagnóstico precoce do autismo permite a indicação antecipada de tratamento.
O sucesso do tratamento depende não só do empenho e qualificação dos profissionais que se dedicam ao atendimento destes indivíduos, como também dos estímulos feitos pelos cuidadores no ambiente familiar. Quanto mais os cuidadores souberem sobre o tratamento do autismo, melhor para o desenvolvimento global da criança. Dentre os fatores mais importantes para o prognóstico do funcionamento social geral e desempenho escolar destacam-se o nível cognitivo da criança, o grau de desenvolvimento na linguagem e o desenvolvimento de habilidades adaptativas, como as de auto-cuidado.

### Analise do Comportamento Aplicada (ABA)
Um dos tratamentos mais populares, eficazes e sem prejuízos é o ABA. ABA é uma sigla que significa, Applied Behaviour Analysis, que em português significa, Análise do Comportamento Aplicada. Introduzida no Brasil em 1987, pelo Dr. Ole Ivar Lovaas, norueguês radicado nos Estados Unidos que desenvolveu seus estudos na University os California in Los Angeles (UCLA), onde fundou um centro de tratamento para autistas, o The Lovaas. Análise do Comportamento Aplicada é uma área de pesquisa de novas tecnologias embasadas na psicologia comportamental, sendo uma delas o tratamento do autismo. Essa eficácia levou a uma legislação que obriga os serviços de saúde americanos, que utilizam terapias baseadas em evidências, a disponibilizarem esse tratamento. No Brasil também foi criada uma lei que assegura os direitos do autista: a lei Berenice Piana, nº 12.764, sancionada em 2012 pela presidente Dilma Roussef.
Dentre as técnicas da terapia analítico-comportamental utilizadas incluem: Procedimentos de treino incidental, análises de tarefas, encadeamento, tentativas instrucionais embutidas em atividades e treino de tentativas discretas.

### Modelo Denver de Intervenção Precoce (ESDM)
O Modelo Denver de Intervenção Precoce, frequentemente chamado de Modelo Denver ou ESDM (do inglês "Early Start Denver Model") é um método que começou a ser desenvolvido na década de 1980 e foi sistematizado em livro publicado em 2010. O método propõe que a identificação e o tratamento precoces, a partir dos 12 meses de idade, podem ser decisivos na mitigação ou eliminação dos atrasos de desenvolvimento apresentados por crianças no espectro autista.

### Picture Exchange Communication System (PECS)
Um recurso popular para ajudar no desenvolvimento da linguagem é o PECS (Picture Exchange Communication System), um sistema baseado em figuras com figuras que refletem as necessidades e/ou o interesse individuais. Este sistema facilita tanto a comunicação quanto a compreensão, quando se estabelece a associação entre a atividade/símbolos.

### Escola normal X Educação especial
Existem casos em que crianças com autismo em escola normal tiveram melhor desenvolvimento de habilidades sociais do que as crianças em escolas especiais, porém isso não ocorre na maioria dos casos. É importante que cada caso seja tratado individualmente, focando nas necessidades e potencialidades da criança. Existem inúmeras vantagens de se levar a criança com autismo a conviver com aquelas sem comprometimento e de estimular que ela aprenda com as outras por meio da imitação, mas também não esquecer o risco de que ela seja vítima de bullying dos colegas. Já na escola especial é provável que ela tenha uma atenção especial de profissionais melhor treinados e conheçam outras crianças com problemas semelhantes. Cabe aos pais decidirem qual a melhor opção para seu filho.